# Linga (Busta Voe)
Pour les articles homonymes, voir Linga.
Linga est une île inhabitée du Royaume-Uni située dans les Shetland. Sa forme est grossièrement circulaire, avec un point culminant à 69 mètres. Sa superficie est d'environ 70 hectares. 